# Destiny Panama Bay
El Destiny Panama Bay es un rascacielos  residencial ubicado en la Avenida Balboa, Panamá, frente a la bahía, con vistas a la ciudad colonial de Casco Antiguo.

## Datos
- Su altura es de 182 metros, tiene 51 pisos de viviendas y 8 pisos de estacionamientos.

## Detalles
- Su uso es exclusivamente residencial.
- Su construcción comenzó en el 2006 y finalizó en el 2008.
- Diseñado por el arquitecto Isaac D Mizrachi
- Cuenta con dos Áreas Sociales,en el piso 27 se encuentra el Gimnasio y una pequeña piscina y el 51 se encuentra la piscina exterior.

## Datos clave
- Altura: 182 m.
- Espacio total: 40,000 m².
- Condición: Construido.
- Rango: 	
  - En Panamá: 2008: 8.º lugar.
  - En Latinoamérica: 2008: 15.º lugar